# Municipio de Keene (Míchigan)
El municipio de Keene (en inglés: Keene Township) es un municipio ubicado en el condado de Ionia en el estado estadounidense de Míchigan. En el año 2010 tenía una población de 1831 habitantes y una densidad poblacional de 19,71 personas por km².

## Geografía
El municipio de Keene se encuentra ubicado en las coordenadas 42°59′30″N 85°14′58″O / 42.99167, -85.24944. Según la Oficina del Censo de los Estados Unidos, el municipio tiene una superficie total de 92.91 km², de la cual 92,15 km² corresponden a tierra firme y (0,82 %) 0,76 km² es agua.

## Demografía
Según el censo de 2010, había 1831 personas residiendo en el municipio de Keene. La densidad de población era de 19,71 hab./km². De los 1831 habitantes, el municipio de Keene estaba compuesto por el 94,87 % blancos, el 0,16 % eran afroamericanos, el 1,09 % eran amerindios, el 0,11 % eran asiáticos, el 2,35 % eran de otras razas y el 1,42 % eran de una mezcla de razas. Del total de la población el 4,92 % eran hispanos o latinos de cualquier raza.